# Педро Доминго Мурильо (провинция)
Педро Доминго Мурильо (исп. Pedro Domingo Murillo) — провинция в боливийском департаменте Ла-Пас. Она была создана 8 января 1838 года под названием Серкадо (исп. Cercado), а 17 октября 1912 года, во время президентства Элиодоро Вильясона, её название было изменено в честь Педро Доминго Мурильо, главного героя революции 16 июня 1809 года. Население провинции составляет 1 669 807 человек (по данным переписи 2012 года) , что делает её самой густонаселённой провинцией страны. В провинции находится административная столица Боливии Ла-Пас, а также крупный город Эль-Альто. 

## География

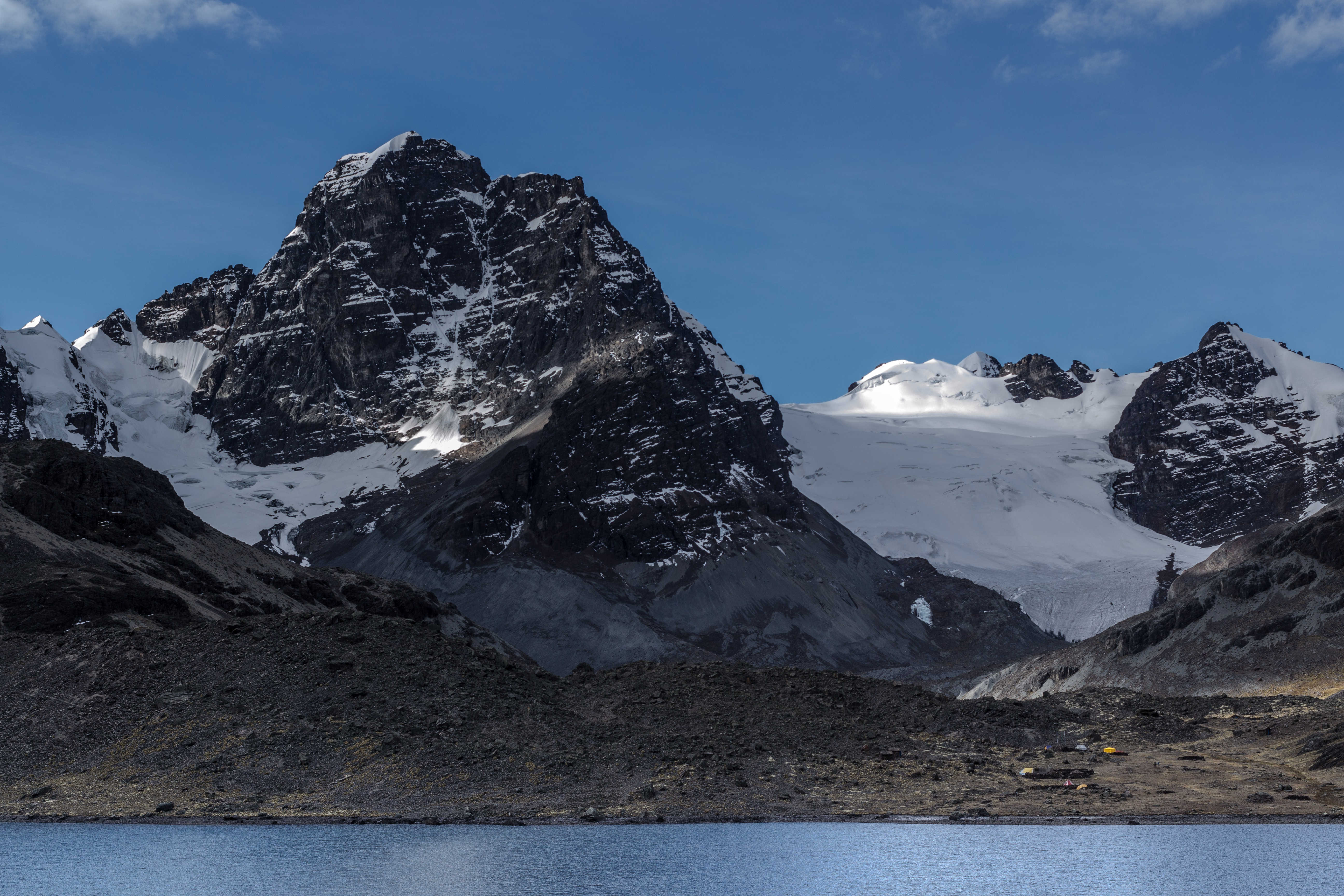
Ист’анья

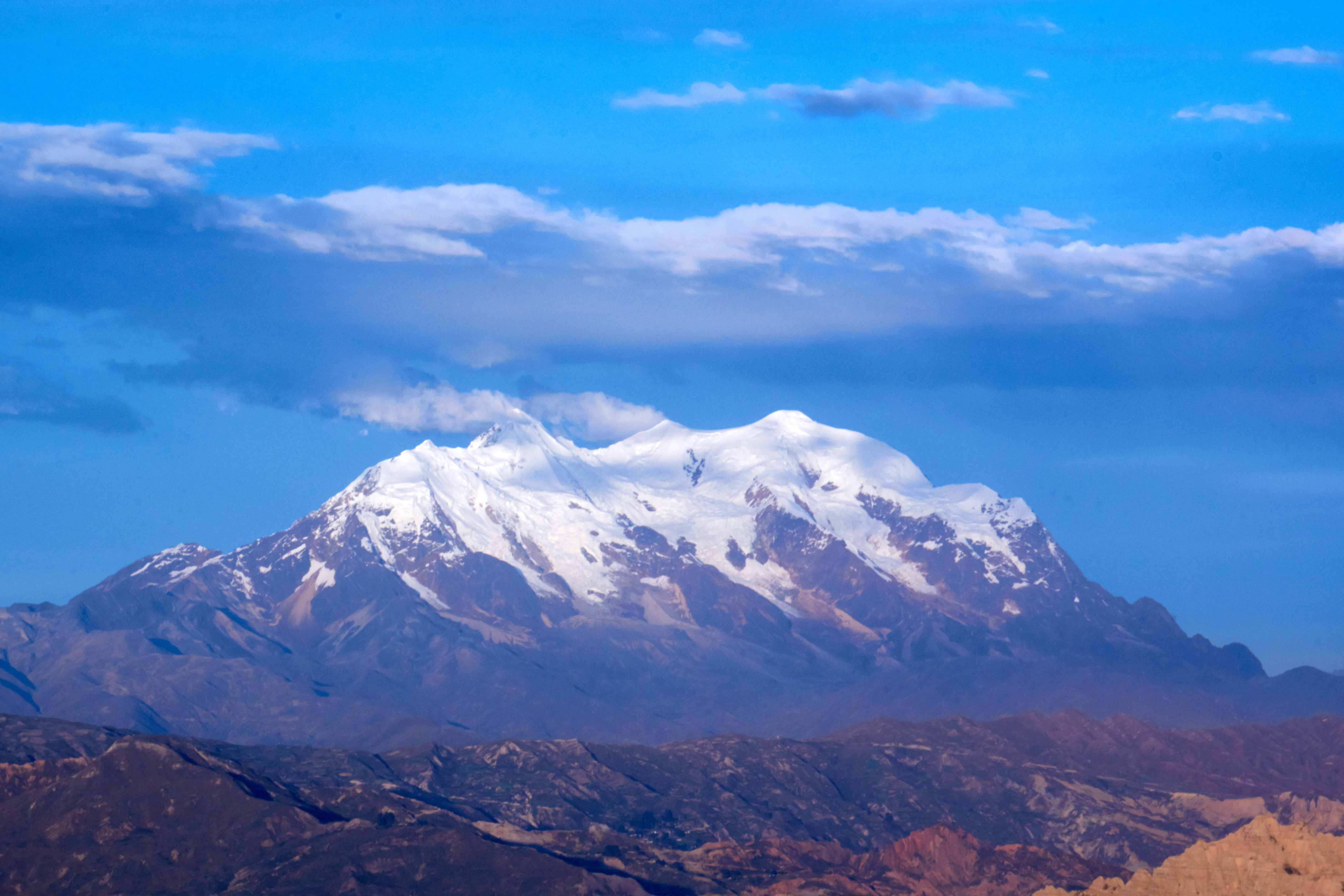
Ильимани с П’ик’инь-К’ара перед ней (слева)

Кордильера-Реаль пересекает провинцию. Ильимани, самая высокая вершина хребта, находится на территории провинции. Другие горы перечислены ниже:
- Альайку (айм. Jallayku)
- Амп’атури (айм. Jamp'aturi)
- Анк’у К’арк’а (айм. Janq'u K'ark'a)
- Ачачи-Кала (айм. Achachi Qala)
- Ач’а-Чукита (айм. Jach'a Chukita)
- Иск’а Чукита (айм. Jisk'a Chukita)
- Ист’анья (айм. Jist'aña)
- Кала-Уатияни (айм. Qala Wathiyani)
- К’асири (айм. Q'asiri)
- К’улини (айм. Q'ulini)
- Кунтурири (муниципалитет Ла-Пас; айм. Kunturiri)
- Кунтурири (муниципалитет Палька; айм. Kunturiri)
- Кутапата (айм. Qutapata)
- Лайка-Кулью (айм. Layqa Qullu)
- Льюст’а (айм. Llust'a)
- Льямп’у (айм. Llamp'u)
- Линк’у-Линк’у (айм. Link'u Link'u)
- Маман-Кута (айм. Maman Quta)
- Мик’ая (айм. Mik'aya)
- Мурурата (айм. Mururata)
- Парку-Кута (айм. Parqu Quta)
- П’ик’инь-К’ара (муниципалитет Мекапака; айм. P'iq'iñ Q'ara)
- П’ик’инь-К’ара (муниципалитет Палька; айм. P'iq'iñ Q'ara)
- Писка-Кута (айм. Phisqa Quta)
- Пукара (айм. Pukara)
- Салья-Ипинья (айм. Salla Jipiña)
- Санкаюни (айм. Sankayuni)
- Силья-Пата (айм. Silla Pata)
- Сирк’и-Кулью (айм. Sirk'i Qullu)
- Тайпи-Кулью (айм. Taypi Qullu)
- Тата-Ч’ияр-Кулью (айм. Tata Ch'iyar Qullu)
- Тилата (айм. Tilata)
- Типата (айм. Thipata)
- Турини (айм. Turini)
- Уак’ани (айм. Wak'ani)
- Уила-Амач’ини (айм. Wila Jamach'ini)
- Уила-Кута (айм. Wila Quta)
- Уила-Льюхита (айм. Wila Lluxita)
- Уиск’ачани (айм. Wisk'achani)
- Укумарини (айм. Jukumarini)
- Ульюмани (айм. Ullumani)
- Урку-Ауира (айм. Urqu Jawira)
- Ую-К’учу (айм. Uyu K'uchu)
- Ч’алла-Вильк’и (айм. Ch'alla Willk'i)
- Чанкуни (айм. Chankuni)
- Ч’ияр-Кулью (на границе муниципалитетов Ла-Пас и Палька; айм. Ch'iyar Qullu)
- Ч’ияр-Кулью (муниципалитет Палька; айм. Ch'iyar Qullu)
- Чуки-Танка (айм. Chuqi Tanka)
- Ч’уньави (айм. Ch'uñawi)
- Чуру-Пата (айм. Churu Pata)

## Муниципалитеты

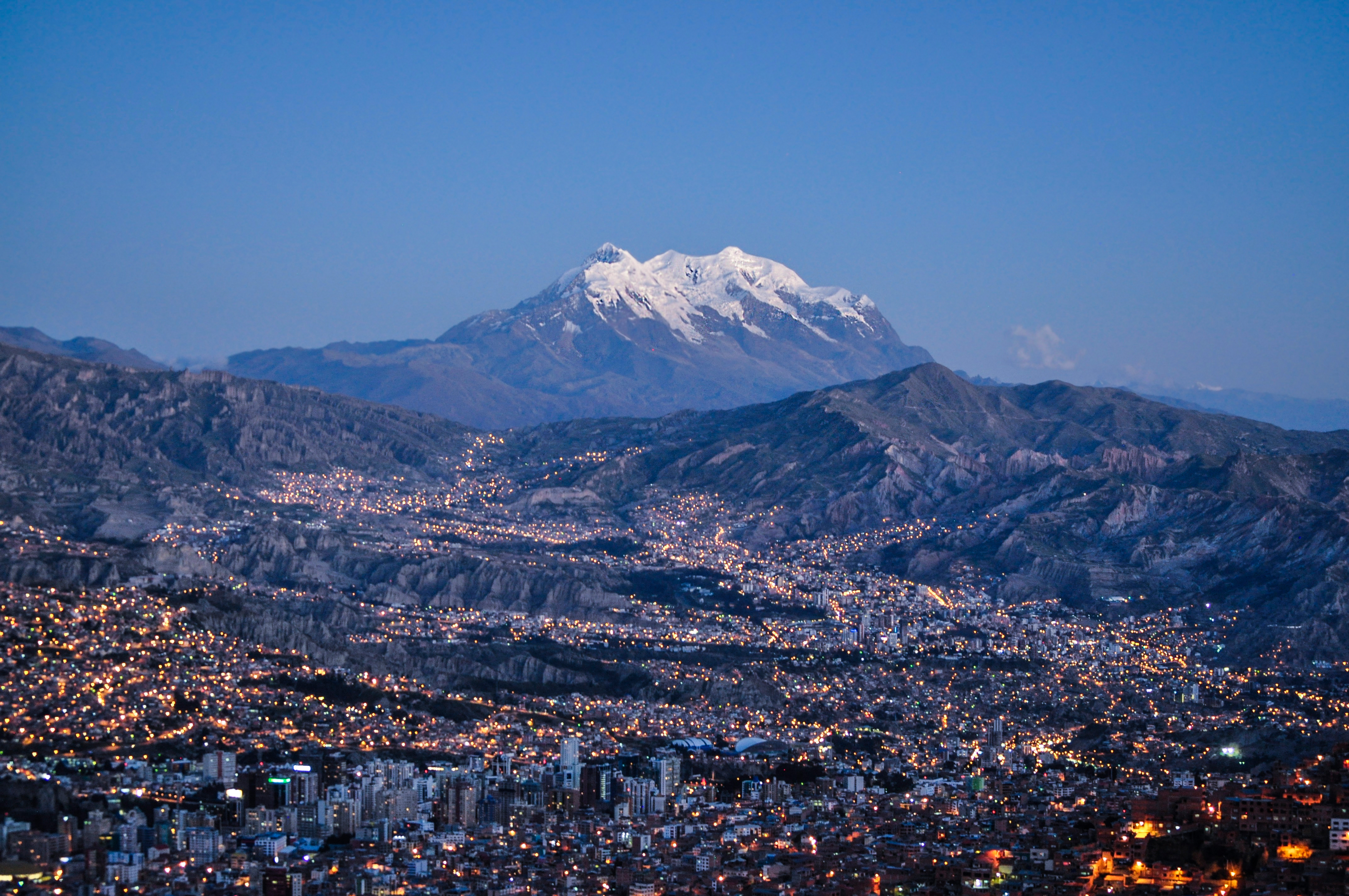
Ла-Пас

Провинция Педро Доминго Мурильо разделена на пять муниципалитетов:
| Муниципалитет | Население (2001) | Столица   | Население столицы (2001) |
| ------------- | ---------------- | --------- | ------------------------ |
| Ачокалья      | 15 110 чел.      | Ачокалья  | 10 369 чел.              |
| Ла-Пас        | 793 293 чел.     | Ла-Пас    | 789 585 чел.             |
| Мекапака      | 11 782 чел.      | Мекапака  | 251 чел.                 |
| Палька        | 14 185 чел.      | Палька    | 894 чел.                 |
| Эль-Альто     | 649 958 чел.     | Эль-Альто | 647 350 чел.             |

## Население
За последние два десятилетия население провинции Мурильо увеличилось примерно наполовину: 
| Год  | Население      |
| ---- | -------------- |
| 1992 | 1 156 423 чел. |
| 2001 | 1 484 328 чел. |
| 2012 | 1 669 807 чел. |

## Достопримечательности

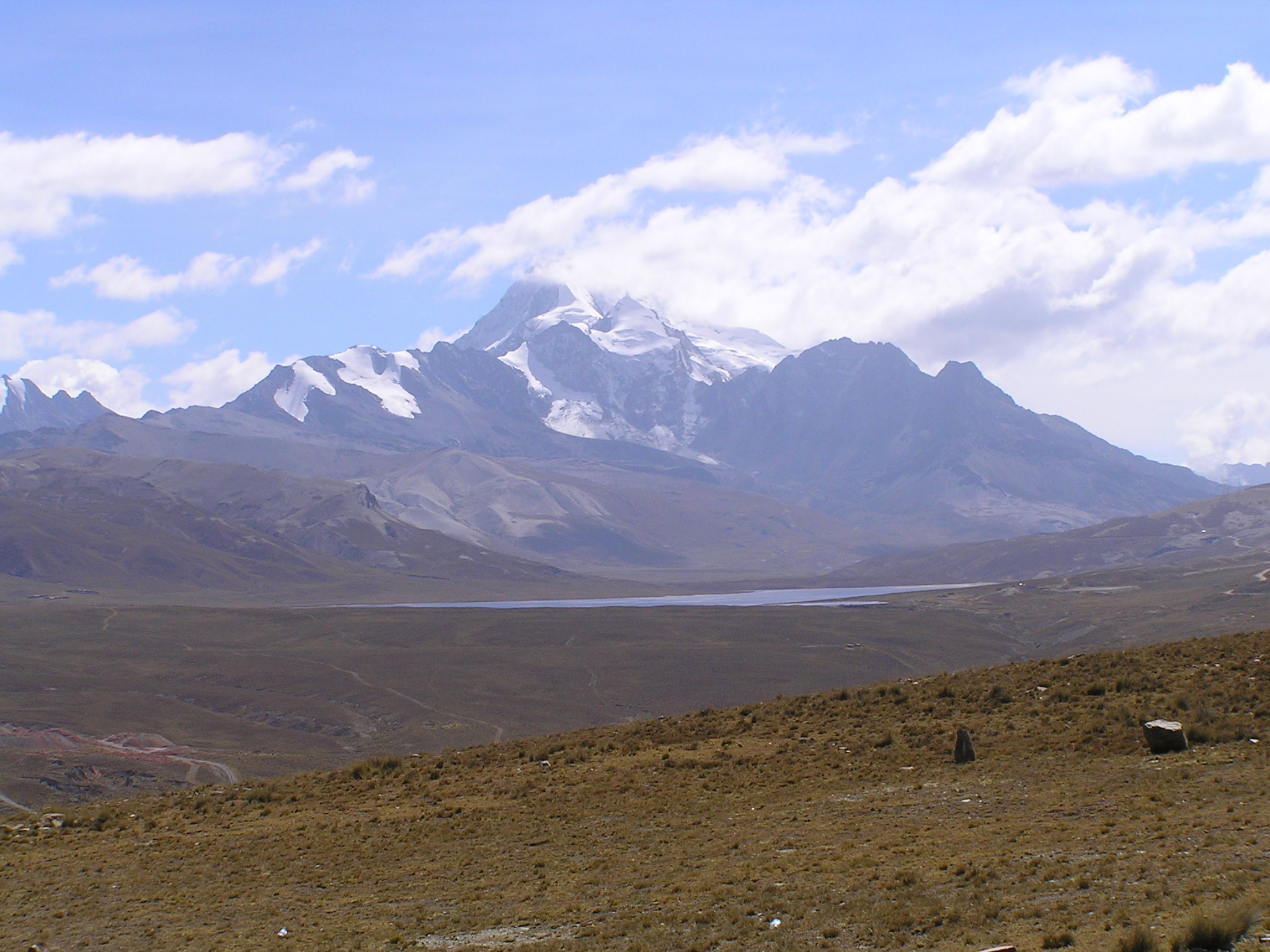
Уайна-Потоси

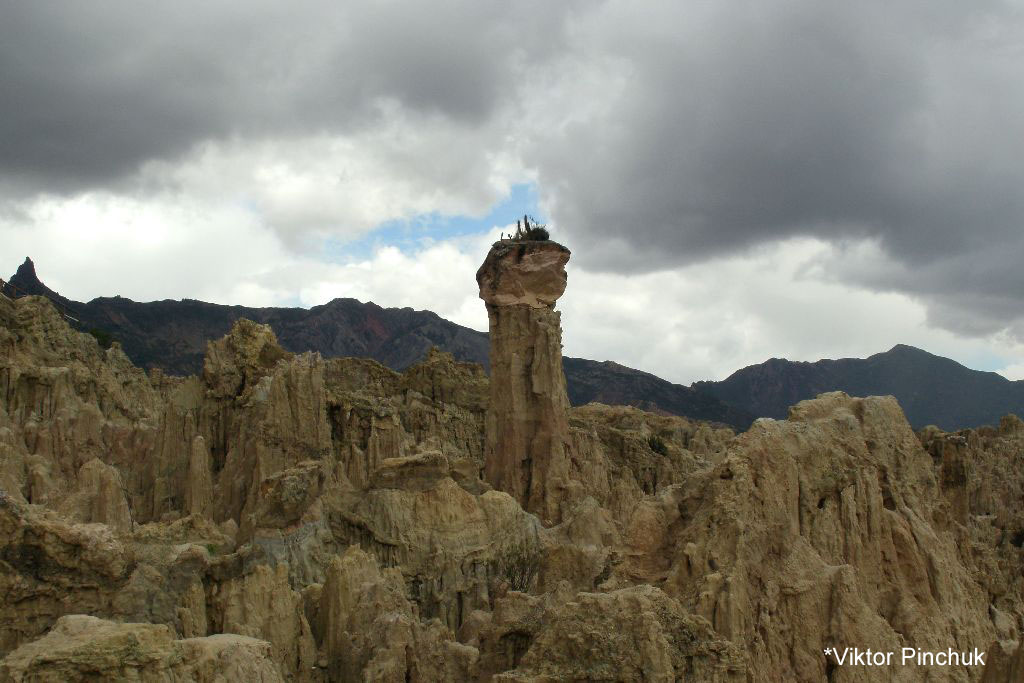
Валье-де-ла-Луна

К числу туристических достопримечательностей муниципалитета относятся:
В муниципалитете Ла-Пас:
- Уайна-Потоси, гора в 15 км к северо-западу от Ла-Паса;
- Национальный Парк Кутапата и Природная Зона Комплексного Управления;
- Ла-Кумбре на высоте 4 650 м над уровнем моря, самая высокая точка на маршруте между Ла-Пасом и Юнгас;
- смотровая площадка К’или-К’или, с которой открывается панорамный вид на город Ла-Пас;
- Муэла-дель-Дьябло (Зуб Дьявола), гигантская скала высотой около 150 м, имеющая форму зуба;
- Валье-де-ла-Луна (Лунная долина), к югу от города Ла-Пас;
- зоопарк Ла-Паса «Вести-Пакос-Софра» площадью 22,4 га, самый большой зоопарк в Боливии, второй по величине в Южной Америке и самый высокий в мире;
- плотина Инкачака.

В муниципалитете Палька:
- Смотровая площадка Апачита в кантоне Палька, с которой открывается вид на контрастный ландшафт и заснеженные горы Ильимани;
- Валье-де-лос-Анимас (Долина Душ) и её озеро (Лагуна-де-лас-Анимас) в кантоне Палька;
- город Палька с домами колониальной эпохи, река Палька, ущелье Чуакери, также известное как ущелье Палька, и тропа Такеси доколумбовой эпохи в кантоне Палька;
- общины Килихуайя и Пинайя в кантоне Килихуайя;

Инкачака

- Инкачакаобщина Кохони, её церковь XVII века и чульпа Ч’уллу Кахинбайя в кантоне Кохони.